# Universal Kids Resort
Universal Kids Resort is een themapark van Universal Destinations & Experiences in aanbouw in Frisco, Texas. Het project werd voor het eerst bekendgemaakt op 11 januari 2023 en wordt omschreven als het allereerste themapark van het bedrijf dat speciaal is ontworpen voor gezinnen met jonge kinderen. Het resortgebied zal ook een themahotel met 300 kamers omvatten.
De grondwerkzaamheden werden gestart in november 2023 en de geplande opening is 30 juni 2026. Het project heeft een geschatte kost van ongeveer $550 miljoen. In februari 2025 arriveerden de eerste attracties op de site en werd aangekondigd dat de themagebieden in het park zullen draaien rond Shrek, SpongeBob SquarePants, de Minions, Jurassic World, Trolls, De gelaarsde kat (Puss in Boots) en Gabby's poppenhuis.
Het wordt het derde Universal resort in de Verenigde Staten, na Universal Studios Hollywood en Universal Orlando Resort.